# 嫌気呼吸
嫌気呼吸（けんきこきゅう）とは、ヒトなどでよく知られている好気呼吸と異なり、酸素以外の物質を最終電子受容体として利用する呼吸（細胞呼吸）の総称である。好気呼吸と同様に、電子伝達系や酸化的リン酸化過程によってATPを合成する。同様に嫌気的な過程である発酵とは、その点で異なる。

## 発酵との違い
細胞がATPを合成する主要な代謝経路のうち解糖系は酸素を必要としない嫌気的な反応である。解糖系が持続的に進行するためには、その間NAD+から生成されるNADHを再度NAD+の形に戻す必要がある。ヒトなどの好気呼吸のできる細胞ではこのNADHは電子伝達系において酸素を最終電子受容体として利用することによりNAD+に変換することができる。酵母などにおいて、酸素がない時にはNADHを別の方法で変換し解糖系を持続することが可能であり、その時、電子伝達系を利用せずアセトアルデヒドなど有機物を電子受容体として利用する反応が発酵反応である。発酵ではNADHはさらなるATP合成に利用されていない。これに対して嫌気呼吸では酸素以外の物質を電子伝達系の電子受容体に利用することにより、NADHをATP生産に利用する。

## 嫌気呼吸の種類
- 鉄呼吸  (Geobacter, Geothermobacter, Geopsychrobacter, Pelobacter carbinolicus, P. acetylenicus, P. venetianus, Desulfuromonadales, Desulfovibrio)
- マンガン呼吸 (Desulfuromonadales, Desulfovibrio)
- 硝酸塩呼吸 (Paracoccus denitrificans, E. coli)
- 硫酸塩呼吸 (Desulfobacter latus, Desulfovibrio' oxygen)
- 炭酸塩呼吸 (Methanothrix thermophila)
- フマル酸呼吸 (Escherichia coli、回虫、ヒトのがん細胞の一部[1])
- TMAO(トリメチルアミン-N-オキシド)呼吸 (プロテオバクテリアの一部)
- DMSO呼吸 (プロテオバクテリアの一部)

## 硝酸塩呼吸
嫌気条件下で硝酸塩を最終電子受容体として用い、一酸化窒素、亜酸化窒素、窒素などを放出する代謝系である。脱窒反応、脱窒ともいう。無機窒素化合物を用いる代謝系には異化的硝酸還元および同化的硝酸還元の二つが存在するが、硝酸塩呼吸とは前者を指す。
硝酸塩呼吸は電子伝達系を用いる反応系であり、NADHの酸化を行い電子をユビキノンに伝達し（呼吸鎖複合体I）、キノールの酸化を行ってシトクロムcを還元する（呼吸鎖複合体III）。この際プロトンポンプ機構およびスカラー反応によってプロトンが膜外に放出され、ATP合成酵素にてプロトン濃度勾配を用いてATPが合成される。還元型シトクロムcはその後呼吸鎖複合体IVによって酸化を受けず、硝酸塩呼吸に特有な酵素群の反応への電子供与体となる。
硝酸塩呼吸に特有な反応とは以下の反応である。
1. {\displaystyle {\ce {{NO3^{-}}+{\it {e}}^{-}->NO2^{-}}}}
2. {\displaystyle {\ce {{NO2^{-}}+{\it {e}}^{-}->NO\uparrow }}}
3. {\displaystyle {\ce {{NO}+{\it {e}}^{-}->N2O\uparrow }}}
4. {\displaystyle {\ce {{N2O}+{\it {e}}^{-}->N2\uparrow }}}

これらの反応はそれぞれ1.NAR（硝酸還元酵素）、2.NIR（亜硝酸塩還元酵素）3.NOR（一酸化窒素還元酵素）、4.N2OR（亜酸化窒素還元酵素）によって触媒される。なおこれらの酵素は膜タンパク質であり、金属イオンを含有する。このうち1.のみはシトクロムcではなくて呼吸鎖複合体IIIから直接電子を受け取る。こうした形で、電子伝達系が稼動することにより、好気呼吸鎖と同じ系が働くこととなるが、放出されるプロトンは好気呼吸鎖の約半分である。

## 硫酸塩呼吸
硝酸塩呼吸と同様に硫酸塩還元も異化的、同化的に分類できるが、硫酸塩呼吸は前者を示す。すなわち嫌気条件下で硫酸イオン（SO4-）の還元を行い最終的に硫化水素（H2S）を放出する系である。
硫酸塩呼吸は、電子伝達系を用いるが電子およびプロトン濃度勾配の供給をグルコースからではなく、水素から行う反応系を持っている。すなわち、プロトン濃度勾配形成の式は以下の通りである。
{\displaystyle {\ce {H2->{2H^{+}}+2{\it {e}}^{-}}}}
この反応はヒドロゲナーゼによって触媒される。このプロトンがATP合成酵素を通過しATPの合成に使用される。そして電子は膜結合型シトクロムc3、電子伝達鎖、フェレドキシンを経てATPで活性化されたアデニリル硫酸（APS）および亜硫酸（SO3-）に電子伝達が行われ最終的に硫化水素まで還元される。
なお、硫酸塩呼吸を行う生物は、硫酸還元細菌（デスルフォビブリオ属など）及び硫酸還元古細菌（Archaeoglobus属など）に限られていると考えられていたが、2017年ほ乳類においても行われていることが確認された

## 炭酸塩呼吸
炭酸塩呼吸とは別名メタン発酵でよく知られる反応系であり、この反応系を持つのは古細菌であるメタン菌群およびArchaeoglobus属のみである。特異な酵素、補酵素群からなる反応系であり、メタン菌に類似のこの代謝系を持つ生物群は知られていない。二酸化炭素から水素、ギ酸、酢酸などの電子を用いて、最終的にメタンにまで還元する反応である。収支式は以下の通りである。
{\displaystyle {\ce {{4H2}+ CO2 -> {CH4}+ 2H2O}}}
反応系の途中でプロトン濃度勾配およびナトリウムイオン濃度勾配を形成し、ATP合成酵素にてATPの生産に当てている。ナトリウムイオン濃度勾配は直接ATP合成に使用される場合もあるが、Na+-H+トランスポーターによってプロトン濃度勾配に変化できる。

## 他の嫌気呼吸について
現在、様々な代謝系が真正細菌、古細菌から見つかってきている。代謝系の多様さは真核生物の比ではない。鉄細菌と呼ばれる、鉄を還元してエネルギーを得る系も存在し、TMAO（トリメチルアミンオキサイド）、DMSO（ジメチルスルフォキシド）といった有機化合物をエネルギー源にする生物群も存在する。これらの代謝系は未解明な部分が多い。
フマル酸呼吸は呼吸鎖複合体 IIで行われる嫌気呼吸であり、よく知られた代謝系である。

## 関連用語
- 異化 (生物学)
- 呼吸
- 解糖系
- メタン菌
- 呼吸鎖複合体